# Thysanoplusia orichalcea
Thysanoplusia orichalcea là một loài bướm đêm trong họ Noctuidae.

## Hình ảnh

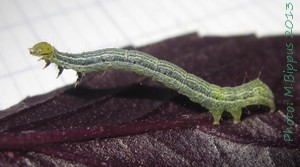
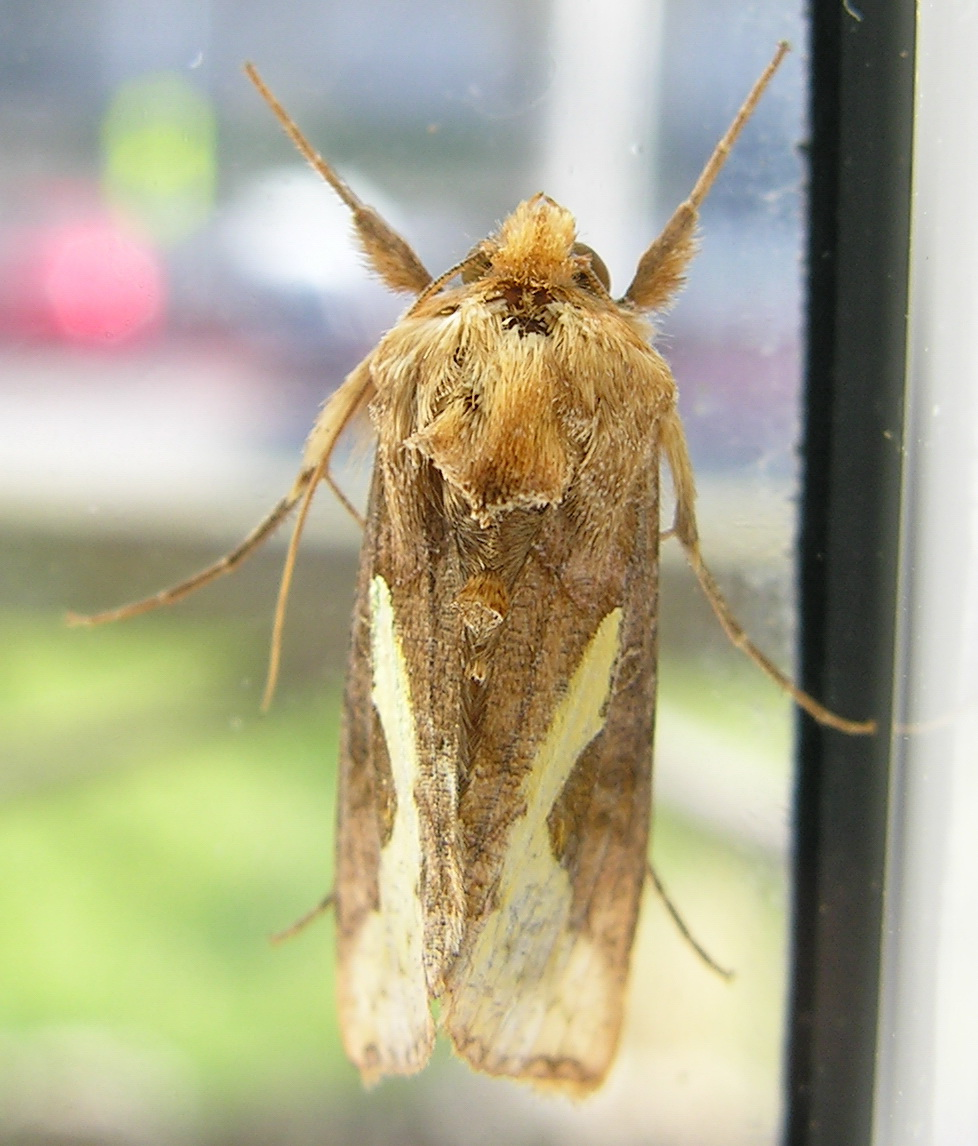
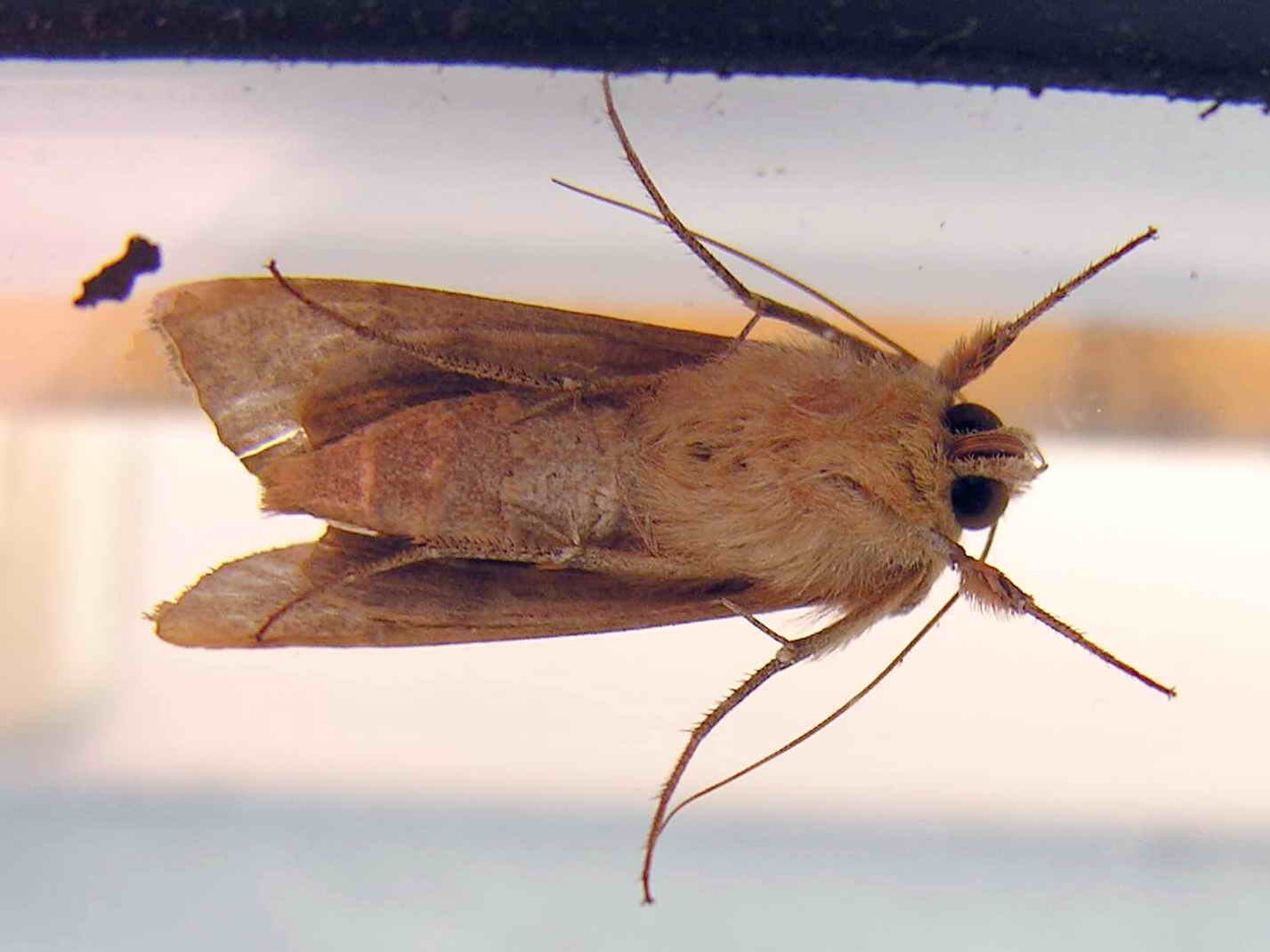
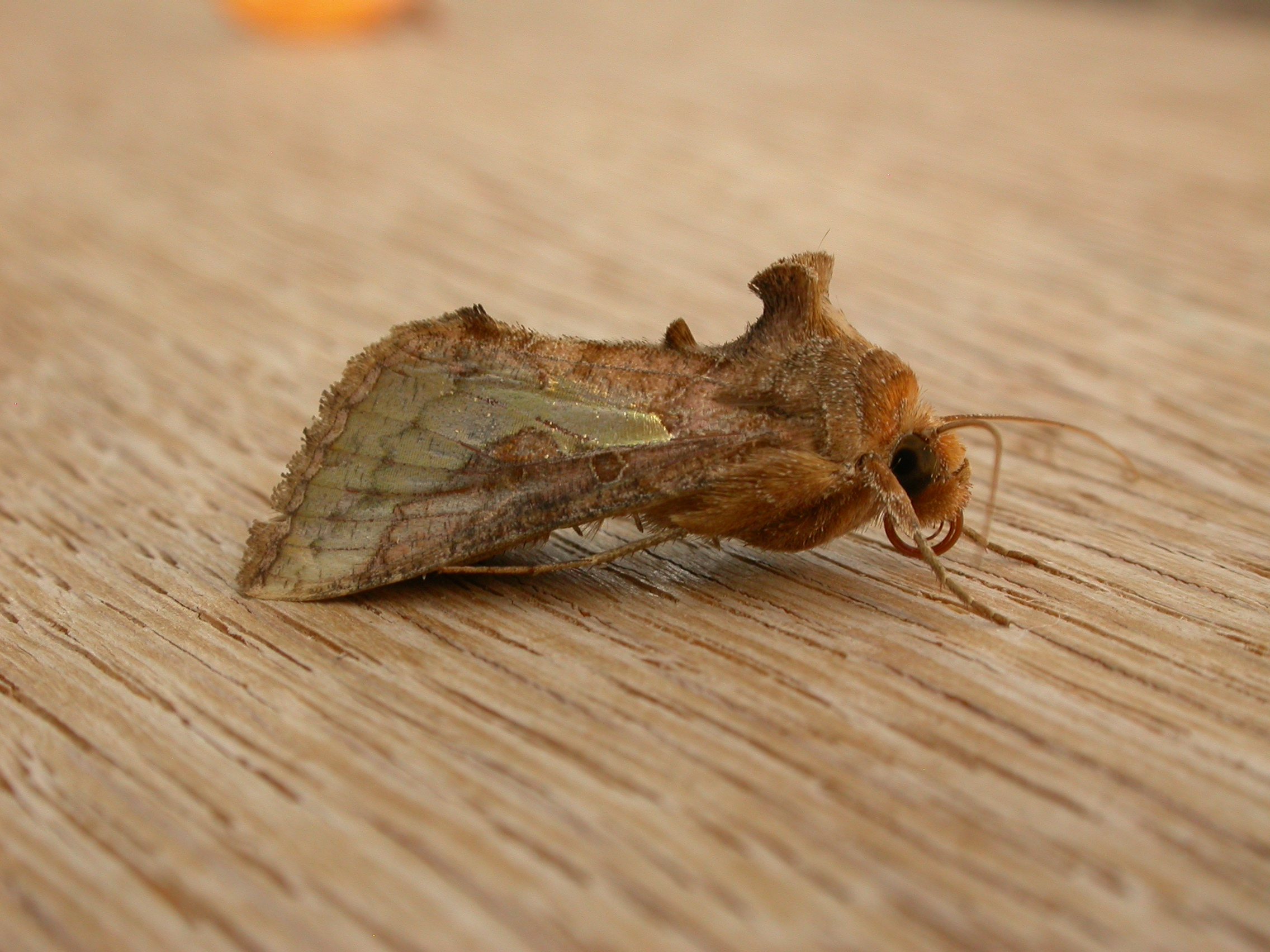